# NGC 6680
NGC 6680 é uma galáxia espiral (S) localizada na direcção da constelação de Hercules. Possui uma declinação de +22° 18' 59" e uma ascensão recta de 18 horas, 39 minutos e 44,0 segundos.
A galáxia NGC 6680 foi descoberta em 2 de Julho de 1864 por Albert Marth.